# Хум-Забоцький
46°01′ пн. ш. 15°55′ сх. д. / 46.02° пн. ш. 15.92° сх. д.
Хум-Забоцький (хорв. Hum Zabočki) — населений пункт у Хорватії, в Крапинсько-Загорській жупанії у складі міста Забок.

## Населення
Населення за даними перепису 2011 року становило 457 осіб.
Динаміка чисельності населення поселення:

## Клімат
Середня річна температура становить 10,21 °C, середня максимальна – 24,68 °C, а середня мінімальна – -6,58 °C. Середня річна кількість опадів – 951 мм.
| Клімат поселення                              | Клімат поселення | Клімат поселення | Клімат поселення | Клімат поселення | Клімат поселення | Клімат поселення | Клімат поселення | Клімат поселення | Клімат поселення | Клімат поселення | Клімат поселення | Клімат поселення | Клімат поселення |
| Показник                                      | Січ.             | Лют.             | Бер.             | Квіт.            | Трав.            | Черв.            | Лип.             | Серп.            | Вер.             | Жовт.            | Лист.            | Груд.            |                  |
| Середній максимум, °C                         | 5,83             | 7,94             | 12,29            | 16,72            | 21,58            | 24,68            | 23,80            | 23,14            | 19,16            | 14,08            | 8,38             | 4,52             |                  |
| Середня температура, °C                       | −0,39            | 1,75             | 6,08             | 10,51            | 15,37            | 18,48            | 20,08            | 19,40            | 15,44            | 10,35            | 4,64             | 0,79             |                  |
| Середній мінімум, °C                          | −6,58            | −4,46            | −0,12            | 4,30             | 9,17             | 12,28            | 16,34            | 15,67            | 11,68            | 6,60             | 0,93             | −2,94            |                  |
| Норма опадів, мм                              | 49               | 49               | 64               | 70               | 81               | 109              | 90               | 95               | 93               | 92               | 92               | 67               |                  |
| Середньомісячна швидкість вітру, м/с          | 1.70             | 1.90             | 2.30             | 2.22             | 2.10             | 1.90             | 1.81             | 1.68             | 1.63             | 1.70             | 1.80             | 1.76             |                  |
| Середньомісячна сонячна радіація, кДж/м²·день | 4061             | 6833             | 10460            | 14809            | 18982            | 20708            | 21566            | 18666            | 13888            | 8651             | 4504             | 3235             |                  |
| --------------------------------------------- | ---------------- | ---------------- | ---------------- | ---------------- | ---------------- | ---------------- | ---------------- | ---------------- | ---------------- | ---------------- | ---------------- | ---------------- | ---------------- |
| Джерело:                                      |                  |                  |                  |                  |                  |                  |                  |                  |                  |                  |                  |                  |                  |